# بقرقاش
بقرقاشا أو بقرقاش هي قرية لبنانية من قرى قضاء بشري في محافظة الشمال.

## مزار للبابا القدّيس يوحنّا بولس الثّاني
كرّس البطريرك المارونيّ الكاردينال مار بشارة بطرس الرّاعي مزار القدّيس البابا يوحنّا بولس الثّاني في بقرقاشا، يوم السّبت 8 تموز / يوليو 2023، في ذكرى مرور 25 سنة على زيارته الرّسوليّة للبنان وإصداره الإرشاد الرّسوليّ "رجاء جديد للبنان"، وتوقيعه في بيروت بتاريخ 10 أيّار/ مايو 1997. فترأّس قدّاسًا إلهيًّا بمشاركة النّائب البطريركيّ العامّ على نيابة الجبّة المطران جوزف نفّاع.